# Akiyuki Nosaka
Akiyuki Nosaka (în japoneză 野坂 昭如, Nosaka Akiyuki;n. 10 octombrie 1930, Kamakura, Japonia – d. 9 decembrie 2015, Tōkyō, Japonia) a fost un romancier, cântăreț, textier japonez și membru al Camerei consilierilor⁠(d). 

## Biografie
Nosaka s-a născut în Kamakura, Kanagawa, fiul cuplului Sukeyuki Nosaka, funcționar al Biroului Metropolitan de Construcții din Tokyo, și Nui Nosaka, care a încetat din viață la scurt timp după nașterea sa. A fost adoptat alături de surorile sale de familia Harimaya din Nada-ku, Kobe⁠(d). Mama sa adoptivă, Aiko, era de fapt mătușa sa maternă. Nosaka face parte din „Generația cenușii” (în japoneză Yakeato Sedai) care include și scriitori precum Kenzaburō Ōe și Makoto Oda⁠(d).
Una dintre surorile sale a murit din cauza malnutriției, iar tatăl său adoptiv a murit în timpul raidului aerian din Kobe în 1945⁠(d). O altă soră a murit de malnutriție în Fukui. În baza experiențelor sale, Nosaka va redacta mai târziu povestirea Mormântul licuricilor⁠(d).

## Lucrări
- Articole în reviste și reclame tv (anii 1950)
- The Pornographers (エロ事師たち, Erogotoshi-tachi) (1963); traducere în engleză de Michael Gallagher, ISBN 0-436-31530-0
- „American Hijiki” (アメリカひじき, Amerika Hijiki) (1967); traducere în engleză în The Penguin Book of Japanese Short Stories (2017), Jay Rubin ed.
- „Grave of the Fireflies” (火垂るの墓, Hotaru no Haka) (1967); traducere în engleză de James R. Abrams, publicată într-o ediție a Japan Quarterly (1978)
- The Whale That Fell in Love With a Submarine (戦争童話集, Sensō Dōwashū); traducere în engleză de Ginny Tapley Takemori (2015), ISBN 978-1-782690-27-6
- The Cake Tree in the Ruins; traducere în engleză de Ginny Tapley Takemori (2018), ISBN 978-1-78227-418-6